# SMTOWN LIVE 2024 SMCU PALACE @TOKYO
「SMTOWN LIVE 2024 SMCU PALACE @TOKYO」（エスエムタウン・ライブ 2024 エスエムシーユー・パレス・アット・とうきょう）は、2024年2月21日・22日に東京ドームにて開催されたSMTOWNのコンサート。

## 概要
SMエンタテインメントの所属アーティストたちが大集結するファミリーコンサート。2023年9月にジャカルタにて開催された「SMTOWN LIVE 2023 SMCU PALACE @JAKARTA」以来の開催となる本公演には、13組55人のアーティストが集結。4時間にわたって計50曲を披露し、2日間で計10万人を動員した。
日本では、例年夏に開催されていた公演を冬に移動し、1年半ぶりに東京ドームにて開催された。東京ドームでの公演回数は、これで20回目となる。NCTの新ユニット・NCT WISHは「SMTOWN LIVE」初参加であり、デビュー曲「WISH」のステージを初公開した。

## 背景
2023年11月、2024年の冬にSMTOWN LIVEが東京にて開催されることが決定。12組のSMエンタテインメント所属アーティストの出演が発表された。2024年1月18日には、チョウミが追加出演者としてアナウンスされた。

## 日程
| 開催日 | 開催日  | 開催日 | 国   | 都市 | 会場       |
| ------ | ------- | ------ | ---- | ---- | ---------- |
| 2024年 | 2月21日 | 17:30  | 日本 | 東京 | 東京ドーム |
| 2024年 | 2月22日 | 17:30  | 日本 | 東京 | 東京ドーム |

## 出演者
- KANGTA
- 東方神起
- SUPER JUNIOR
- テヨン（少女時代）
- ヒョヨン（少女時代）
- チョウミ
- Red Velvet
- NCT 127[注 1]
- NCT DREAM
- WayV
- aespa
- RIIZE
- NCT WISH

備考
- 2023年11月に発表されたラインナップにおいて、NCT WISHは「NCT NEW TEAM」と表記されていた[1]。
- 当初は12組の出演が告知されていたが、1月18日にチョウミが追加出演者としてアナウンスされた[7]。
- NCT WISHは「SMTOWN LIVE」初出演。また、RIIZEは、日本公演初出演[1]。

## セットリスト
1. NCT WISH - NASA
2. NCT WISH - Hands Up
3. ヒョヨン × ヤンヤン - DESSERT
4. チョウミ × ウニョク - Mañana (Our Drama)
5. チョウミ × リョウク - Starry Night
6. KANGTA × ドヨン - Doll
7. KANGTA - Eyes On You
8. RIIZE - Get A Guitar
9. RIIZE - Love 119 (Japanese Ver.)
10. aespa - Next Level (Band Performance Ver.)
11. aespa - Spicy (Band Performance Ver.)
12. WayV - Love Talk (English Ver.)
13. WayV - Phantom (English Ver.)
14. イェソン - Pretender (原曲：Official髭男dism)
15. スルギ × ジェノ × カリナ × ウォンビン - Hot & Cold[注 2]
16. NCT 127 - Be There For Me
17. ウェンディ × ウィンター - 空の青さを知る人よ (原曲：あいみょん)
18. リョウク × ソヒ - The Little Prince
19. テヨン（少女時代）- To. X
20. Red Velvet - IRENE & SEULGI - Monster
21. SUPER JUNIOR × NCT WISH - U
22. 東方神起 × RIIZE - Rising Sun
23. NCT DREAM - Best Friend Ever
24. NCT DREAM - We Go Up
25. ヒョヨン - Picture
26. テヨン（少女時代）× ジェヒョン - Starlight
27. チャンミン × キュヒョン × ショウタロウ - アイドル (原曲：YOASOBI)
28. テヨン（NCT）- SHALALA
29. テヨン（NCT）- TAP
30. Red Velvet - WILDSIDE
31. Red Velvet - Chill Kill
32. SUPER JUNIOR - Sorry, Sorry
33. SUPER JUNIOR - BONAMANA
34. テヨン（NCT）× ジェノ × ヘンドリー × ヤンヤン × ジゼル - ZOO
35. テン - Nightwalker
36. 東方神起 - Down
37. RIIZE - Talk Saxy
38. RIIZE - Siren
39. aespa - Drama (Rock Ver.)
40. NCT U - Baggy Jeans[注 3]
41. NCT WISH - WISH[注 4]
42. NCT DREAM - ISTJ
43. WayV - On My Youth (English Ver.)
44. NCT 127 - 2 Baddies
45. NCT 127 - Fact Check
46. Red Velvet - Feel My Rhythm
47. SUPER JUNIOR - Black Suit
48. 東方神起 - Rebel
49. 東方神起 - 呪文 -MIROTIC-
50. SMTOWN - Hope from KWANGYA

## 放送・配信
2日間ともに、日本全国の映画館でのライブビューイングが実施された。また、最終日は、KNTVやBeyond LIVE、Weverseにて、生中継で放送・配信された。